# Pasat

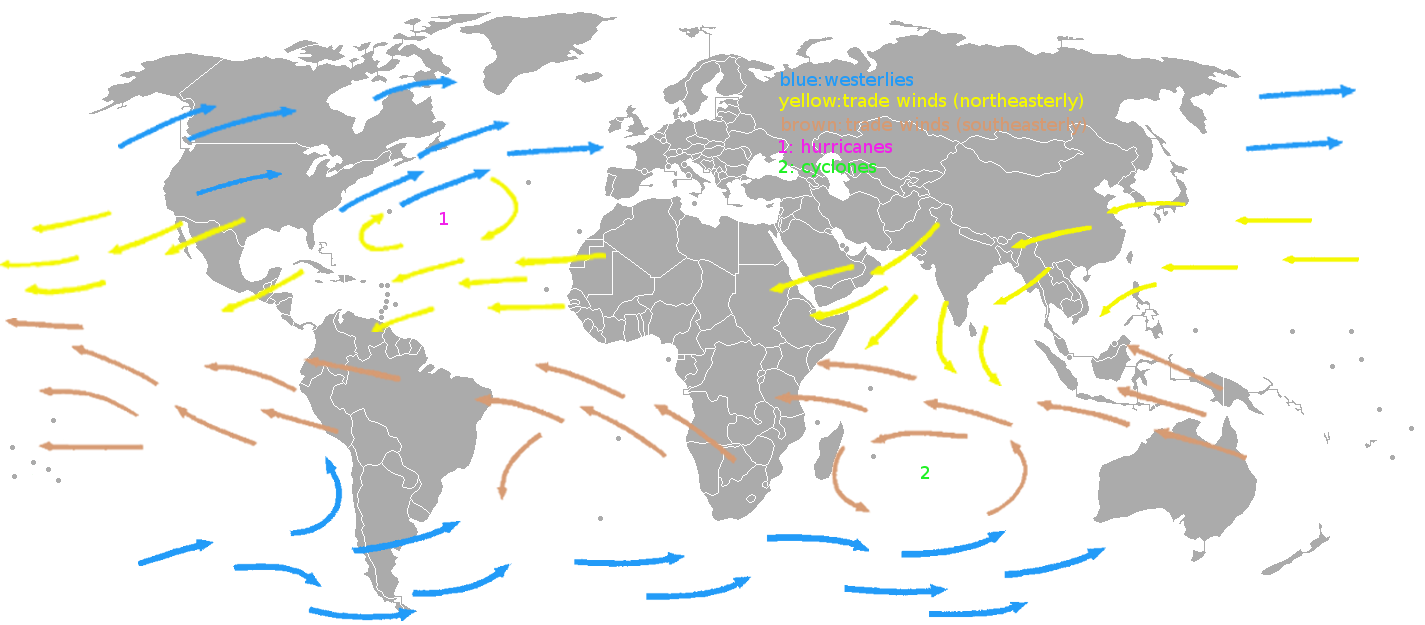
Pasaty zaznaczone na żółto i brązowo

Pasat (hol. passaat) – stały, ciepły wiatr o umiarkowanej sile (3-4°B), wiejący w strefie międzyzwrotnikowej w kierunku równika między 35° szerokości północnej i 35° szerokości południowej. Miał duże znaczenie w epoce żaglowców.
Na półkuli północnej pasat wieje z kierunku NE, a na południowej z SE, zgodnie z działaniem siły Coriolisa. Powoduje ona odchylenie kierunku poruszania się ciał na półkuli północnej w stronę bieguna północnego w prawo (z punktu widzenia poruszającego się obiektu), a na południowej w stronę bieguna południowego – w lewo. Wieją one ze strefy wyżów zwrotnikowych ku strefie niżów równikowych znajdujących się w tzw. komórce cyrkulacyjnej Hadleya.
Miejsce, gdzie pasaty z obu półkul spotykają się ze sobą, nazywa się międzyzwrotnikową strefą zbieżności (konwergencji) lub bruzdą niskiego ciśnienia.
Pasat to wiatr, a więc poziomy ruch powietrza. Aby mógł wiać, musi istnieć różnica ciśnień między obszarami na powierzchni Ziemi, która najczęściej spowodowana jest różnicami w nagrzaniu powierzchni naszej planety.

## Cyrkulacja pasatowa
Cyrkulacja (ruch) powietrza (oraz jednocześnie pasaty) ma swój początek w Międzyzwrotnikowej Strefie Zbieżności. Powierzchnia Ziemi w strefie równikowej intensywnie się nagrzewa. Ogrzane, wilgotne powietrze zwiększając swoją objętość unosi się do góry a jego ciśnienie przy powierzchni spada i wtedy tworzy się niż baryczny. Para wodna zawarta w tym powietrzu ulega kondensacji i daje początek codziennym opadom nad równikiem zwanymi deszczami zenitalnymi. Powietrze zawierające już niewiele wilgoci unosi się dalej ku górze i ochładza. Odpływa w kierunku biegunów, odchylając swój kierunek ruchu w wyniku działania siły Coriolisa na NE na półkuli północnej i SE na półkuli południowej – są to antypasaty.
Suche i chłodne powietrze opada nad zwrotnikami, dając początek wyżom zwrotnikowym. Opadając ociepla się adiabatycznie. Stąd w strefie zwrotnikowej znajdują się całoroczne ośrodki antycyklonalne (wyżowe), warunkujące niemal bezchmurną, suchą, gorącą pogodę z bardzo niewielkimi opadami. To ciepłe i suche powietrze znad zwrotników zaczyna się przemieszczać ku równikowi, ponieważ obszar ten ma wyższe ciśnienie atmosferyczne, niż strefa równikowa.
Ten właśnie poziomy ruch suchego, gorącego powietrza z kierunku NE na półkuli północnej a z SE na południowej odbywający się przy powierzchni Ziemi (w dolnej warstwie troposfery) nazywany jest pasatami.